# 前山华卿厝
前山华卿厝，是位于中国福建省宁德市柘荣县城郊乡前山村中心的一个清代古建筑，2007年7月入选第七批柘荣县文物保护单位。
前山华卿厝是一座抬梁穿斗混合式、单檐硬山顶的砖木构架民居建筑，始建于清朝乾隆年间，坐东朝西，通面阔37.5米，通进深58米，占地2175平方米，台基共四级，主体建筑两侧有附属建筑，主体建筑四周围以匡斗砖墙，中部又被砖墙分割为前后两院。前院主楼大厅面阔10.05米，为民居之罕见。